# Łosinka (gmina)
Łosinka  (ros. Лосинская волость, lit. Losinkos valsčius) – dawna gmina wiejska istniejąca w dwóch odsłonach: w latach 1861–1934 oraz 1952–1954 na Białostocczyźnie. Siedzibą gminy była Łosinka.

## Pierwsza odsłona

### Imperium Rosyjskie
Gmina zbiorowa Łosinka powstała w wyniku reformy struktur administracyjnych państwa rosyjskiego w 1861 roku. Była częścią powiatu bielskiego należącego (od 1843) do guberni grodzieńskiej. W 1890 roku gmina Łosinka obejmowała 43 miejscowości i zamieszkiwało ją 4608 osób.
11 czerwca 1892 wszedł w życie nowy statut miejski, który ograniczył samorządność miejską, a na mocy którego wiele miast guberni grodzieńskiej zamieniono w miasteczka. Zdegradowane miasto Narew podległo w następstwie statutu z czasem administracji gminy Łosinka.

### I wojna światowa
Podczas I wojny światowej gmina wraz z powiatem bielskim należała do okupowanego przez Niemcy Ober-Ostu (w okręgu Białystok), gdzie znacznie zmieniono granice oraz podział administracyjny powiatu bielskiego. Spośród jego 15 gmin, zachowano 9 i zniesiono 6, ponadto utworzono 10 nowych; zmieniły się też granice gmin. W odniesieniu do gminy Łosinka:
- północną część gminy Łosinka włączono do nowej gminy Narew (Chrabostówka, Cimochy, Hajdukowszczyzna, Makówka, Narew, Rybaki, Waśki),
- do gminy Łosinka włączono dużą południową część zniesionej gminy Klejniki (Kamień, Kojły, Kotłówka, Kuraszewo, Lady, Łuszcze, Osówka, Rotki, Szostakowo),
- do gminy Łosinka włączono znaczną północną część zniesionej gminy Nowoberezowo (Bielszczyzna, Czyżyki, Nowoberezowo, Nowokornino, Putiska, Wygoda),
- do gminy Łosinka włączono zachodni fragment gminy Masiewo z powiatu prużańskiego ze zniesionej guberni grodzieńskiej (Dubiny i Lipiny).

Tak więc konfiguracja przestrzenna gminy Łosinka zmieniła się z bardziej północnej na bardziej południową. Podział ten w dużej mierze zachowano, kiedy powiat bielski przeszedł w sierpniu 1919 pod administrację polską.

### II Rzeczpospolita
W okresie międzywojennym gmina Łosinka należała do powiatu bielskiego w nowo utworzonym województwie białostockim.
Według Pierwszego Powszechnego Spisu Ludności z 1921 roku gmina Łosinka liczyła 47 wsi, kolonii i małych osad. Zamieszkiwało ją 6140 osób (3118 kobiet i 3022 mężczyzn). Większość mieszkańców gminy w liczbie 5054 osób zadeklarowała narodowość białoruską (82% ogółu mieszkańców gminy). Pozostali podali kolejno narodowość: polską (1042 osoby); niemiecką (15 osób); żydowską (12 osób); rosyjską (7 osób); rusińską (7 osób); litewską (1 osoba); łotewską (1 osoba) i kosmopolityczną (1 osoba). Pod względem wyznaniowym dominowali prawosławni (5667 osób; 92% wszystkich mieszkańców); pozostali zadeklarowali kolejno wyznanie: rzymskokatolickie (345 osób); mariawickie (56 osób); mojżeszowe (46 osób); ewangelickie (24 osoby); baptystyczne (1 osoba); 1 osoba określiła się jako bezwyznaniowiec.
13 kwietnia 1929 z gminy Łosinka wyłączono miejscowości: Bielszczyzna, Czyżyki, Dolna, Dubiny, Kraskowszczyzna, Lipiny, Nowoberezowo, Placówka, Putiska, Wygody i zakłady chemiczne "Grodzisk" w Chemicznej, które weszły w skład nowo utworzonej gminy Hajnówka (gmina Hajnówka powstała także z części gmin Białowieża, Masiewo i Orla).
30 czerwca 1930, po ponad roku, gminę Hajnówka zniesiono, a jej poszczególne miejscowości włączono dokładnie do tych samych gmin, do których należały przed jej utworzeniem w 1929 roku. Tak więc do gminy Łosinka powróciły miejscowości Bielszczyzna, Czyżyki, Dolna, Dubiny, Kraskowszczyzna, Lipiny, Nowoberezowo, Placówka, Putiska, Wygody i zakłady chemiczne "Grodzisk" w Chemicznej.
16 października 1933 gminę Łosinka podzielono na 31 gromad: Borysówka, Czyżyki, Dolna, Dubiny, Gorodzisko, Kamień, Kapitańszczyzna, Kojły, Kotłówka, Kotówka, Koweła, Krynica, Krzywiec, Kuraszewo, Kutowaja, Lady, Lipiny, Łopuchówka, Łosinka, Nowoberezowo, Nowokornino, Ochrymy, Osówka, Placówka, Prybudki, Putiska, Rzepiska, Szostakowo, Trywieża, Wasilkowo i Wólka.
Gminę Łosinka zniesiono z dniem 1 października 1934, po czym jej obszar wszedł w skład:
- nowej gminy Hajnówka – gromady Czyżyki, Dolna, Dubiny, Kojły, Kotówka, Kuraszewo, Lady, Lipiny, Nowoberezowo, Nowokornino, Osówka, Placówka, Putiska, Szostakowo, Trywieża i Wólka,
- gminy Masiewo – gromady Kapitańszczyzna, Krynica i Ochrymy,
- gminy Narew – gromady  Borysówka, Gorodzisko, Kamień, Kotłówka,  Koweła, Krzywiec, Kutowaja, Łopuchówka, Łosinka, Prybudki, Rzepiska i Wasilkowo.

## Druga odsłona
Gminę Łosinka reaktywowano 1 lipca 1952, w znacznie mniejszej odsłonie, w powiecie bielskim w województwie białostockim, w związku z kolejną wielką restrukturyzacją administracyjną powiatu. W jej skład weszły:
- z części gminy Narew – gromady Borysówka, Gorodzisko, Kamień, Kotłówka, Koweła, Krynica[18], Krzywiec, Kutowaja, Łosinka, Prybudki, Rzepiska i Wasilkowo,
- z części gminy Hajnówka – gromady Trywieża i Wólka.

W dniu powołania gmina składała się zatem z 14 gromad: Borysówka, Gorodzisko, Kamień, Kotłówka, Koweła, Krynica, Krzywiec, Kutowaja, Łosinka, Prybudki, Rzepiska, Trywieża, Wasilkowo i Wólka.
1 stycznia 1954 gmina weszła w skład nowo utworzonego powiatu hajnowskiego. Równocześnie, ze znoszonej gminy Hajnówka wyłączono gromady Kotówka i Nowosady, przyłączając je do gminy Łosinka. Tak więc ostateczny skład gminy Łosinka objął 16 gromad.
Gminę zniesiono ostatecznie 29 września 1954 roku wraz z reformą wprowadzającą gromady w miejsce gmin:
Jednostki nie przywrócono 1 stycznia 1973 w związku z kolejnym reaktywowaniu gmin.